# 광양교통
광양교통(光陽交通)은 전라남도 광양시에 위치한 시내버스 운수업체이다. 2000년 1월 동신교통의 광양시내버스 부문을 분사하여 설립하였다. 주로 광양시 일대를 운행하며, 전라남도 순천시 운수 업체인 동신교통과 동일한 계열사이다.

## 운행 노선

### 도시형버스
- ● 2번: 광양교통 ~ 신두
- ● 3번: 송보7차 ~현대스틸
- ● 6번: 매천역사공원 ~ 점동, 임기
- ● 7번: 매천역사공원 ~ 대실
- ● 9번: 보건대학교 ~ 중마터미널
- ● 11-2번: 광양교통 ~ 망덕포구
- ● 12번: 광양교통 ~ 광영부영A
- ● 15번: 광양교통 ~ 하천리
- ● 18번: 광양교통 ~ 하동터미널
- ● 20번: 광양교통 ~ 하조
- ● 21번: 광양교통 ~ 백운산휴양림
- ● 21-3번: 광양교통 ~ 논실
- ● 23번: 광양교통 ~ 중마터미널
- ● 30번: 옥곡정류장 ~ 회두, 내회
- ● 31번: 옥곡정류장 ~ 매남
- ● 32번: 옥곡정류장 ~ 백암
- ● 33번: 옥곡정류장 ~ 웅동
- ● 35번: 광양교통 ~ 화개[1]
- ● 35-1번: 하동터미널 ~ 화개
- ● 36번: 옥곡정류장 ~ 망덕
- ● 54번: 광양교통 ~ 하동터미널
- ● 87번: 광영부영A ~ 제철복지관
- ● 88번: 광영부영A ~ 궁기
- ● 270번: 광양교통 ~ 여수시청 (광역시내버스)
- ● 990번: 중마터미널 ~ 송보7차 (광역시내버스)
- ● 991번: 송보7차 ~ 중마터미널 (광역시내버스)
- ● 1000번: 중마터미널 ~ 중마터미널 (순환버스)
- ● 1001번: 중마터미널 ~ 중마터미널 (순환버스)

## 보유 차종

#### 자일대우버스
- 자일대우 NEW BS090
- 자일대우 NEW BS106

#### 현대자동차
- 현대 뉴 카운티
- 현대 그린시티
- 현대 뉴 슈퍼 에어로시티
- 현대 일렉시티
- 현대 일렉시티 타운

#### 우진산전
- 우진산전 아폴로 900
- 우진산전 아폴로 1100

## 같이 보기
- 순천교통
- 동신교통